# Stryx
Stryx – program muzyczno-rozrywkowy ukazujący się we włoskiej telewizji Rete 2 w 1978 roku.

## Informacje ogólne
Stryx tematyką nawiązywał do szatana, diabłów, zaświatów i "świata podziemnego". Każdy odcinek programu składał się z części rozrywkowej (w której grali aktorzy) i muzycznej (w której występowali znani artyści). Część muzyczna składała się z krótkich epizodów, przypisanych zawsze tym samym wykonawcom, np. Amanda Lear – Sexy Stryx, Grace Jones – Rumstryx.
Scenografia odnosiła się do mrocznych pomieszczeń i przestrzeni, często nawiązywała do średniowiecznych zamków, grot i jaskiń. Choreografia opierała się na tańcu grupowym, dynamicznym, czasem z elementami popularnego wtedy nurtu disco. Najczęstsze były sceny grupowe, w których występowało od 15 do 30 osób. W kostiumach przeważały materiały lekkie, często w kolorach złotym i srebrnym, odbijające światło, najczęściej wykonane z lateksu.

## Twórcy

### Produkcja
- Ennio di Majo – scenariusz;
- Enzo Trapani – reżyseria;
- Gianna Sgarbossa – kostiumy;
- Tony de Vita – muzyka;
- Renato Greco – choreografia;
- Enzo Torroni – oświetlenie.

### Obsada
Część muzyczna:
- Amanda Lear – Sexy Stryx;
- Anna Oxa – Stereo Stryx;
- Asha Puthly – Indian Stryx;
- Gal Costa – Stryx do Brasil;
- Grace Jones – Rumstryx;
- Mia Martini – Gipsy Stryx;
- Patty Pravo – Subliminal Stryx.

Część rozrywkowa:
- Corrado Lojacono,
- Gianni Cajfa,
- Hal Yamanduchi,
- Luis Agudo,
- Ombretta Colli,
- Tony Renis,
- Walter Valdi.

## Kontrowersje
Program wywołał spore oburzenie i kontrowersje w bardziej konserwatywnych kręgach, głównie poprzez odniesienia do tematyki szatana i diabłów oraz eksponowanie nagości. Z powodu licznych protestów zdjęto program z anteny, wstrzymano także produkcję dalszych jego części. Oprócz sześciu wyemitowanych odcinków, istnieje też siódmy, który nigdy nie był transmitowany.